# Arne Elsholtz
Arne Elsholtz (14 de agosto de 1944-26 de abril de 2016) fue un actor de voz, director de diálogos, guionista y actor alemán. 

## Biografía

### Actor de voz
Nacido en Pritzwalk, Alemania, sus padres eran los actores Peter Elsholtz (1907–1977) y Karin Vielmetter (1907–?), y su hermana la también actriz de voz Edith Elsholtz (1930–2004). Gracias al trabajo de su padre como director de doblaje tras el fin de la Segunda Guerra Mundial, a edad temprana pudo iniciarse como actor de voz. Completó su formación de actor con Marlise Ludwig en Berlín, actuando en escenarios teatrales de la ciudad durante varios años.
Actor de doblaje desde 1964, fue una de las voces más conocidas en los países de habla alemana. En las décadas de 1970 y 1980 trabajó principalmente en papeles cómicos, doblando entre otros a Steve Guttenberg como Carey Mahoney y a Matt McCoy como Nick Lassard en la serie de películas de Police Academy, así como a Samuel Hui en la serie de Aces Go Places. Posteriormente trabajó en producciones como Caddyshack (1980, dando voz a Bill Murray), y A Fish Called Wanda (1988, doblando a Kevin Kline). Desde finales de los años 1980 fue el actor que dobló a Tom Hanks, incluso en películas ganadores del Premio Oscar como Philadelphia (1993) y Forrest Gump (1994). Otros actores doblados por Elsholtz fueron Jeff Goldblum y Eric Idle.
Elsholtz trabajó también en el doblaje de producciones de animación. Así, fue Jessie Azul en los 52 episodios de la serie Jinete sable y los comisarios estrella (1988). En la sitcom South Park dio voz a Jimbo Kern, aunque en la quinta temporada tomó el personaje Gudo Hoegel. En 1997 fue Hades en la cinta de Disney Hércules, así como en la serie derivada de la película y en los videojuegos Kingdom Hearts. Fue también el Mamut Manfred en Ice Age (2002), así como en las secuelas Ice Age: The Meltdown (2006), Ice Age: Dawn of the Dinosaurs (2009) y Ice Age: Continental Drift (2012).

### Guionista
A partir de los años 1970, Arne Elsholtz fue uno de los autores de diálogos más relevantes del cine de habla alemana. Su trabajo abarcó desde películas criminales (The Godfather Saga, 1977), producciones de ciencia ficción (L'umanoide en 1979, Star Wars: Episodio V - El Imperio contraataca en 1980 y Star Wars: Episode VI - Return of the Jedi en 1983), comedias (Groundhog Day, 1993), cintas de aventuras (Indiana Jones and the Temple of Doom en 1984 y Indiana Jones y la última cruzada en 1989), y cine de animación (Peterchens Mondfahrt, 1990). Trabajó también en producciones televisivas como la sitcom The Fresh Prince of Bel-Air (1992 a 1998), en la cual también daba voz a Joseph Marcell, y en los 291 episodios de la serie australiana Hey Dad..!, en la que daba voz a Robert Hughes.
Otras de las adaptaciones al alemán en las que trabajó fuerona la películas de Monty Python La vida de Brian (1979) y El sentido de la vida (1983), así como las comedias Airplane! (1980) y la trilogía iniciada con The Naked Gun: From the Files of Police Squad! (1988).

### Locutor
Como locutor y narrador independiente, Arne Elsholtz pudo ser escuchado en numerosos programas de radio, documentales y comerciales. En 2001 fue locutor y comentarista en el show de Verona Pooth en Sat.1 Einfach Verona!. 
Elsholtz trabajó poco ante las cámaras, siendo dos de sus escasas producciones el largometraje dirigido por Robert Siodmak Tunnel 28 (1962), y la serie de televisión de Bernd Fischerauer In der Mitte eines Lebens (2002), en la que actuaba Heiner Lauterbach.
Arne Elsholtz falleció en Berlín en el año 2016.

## Filmografía (selección)
- 1962 : Tunnel 28
- 1965 : Der Fall Michael Reiber (telefilm)
- 1965 : Es geschah in Berlin (serie TV), episodio Als gestohlen gemeldet...
- 2002 : In der Mitte eines Lebens (serie TV)

## Radio
- 1999 : Blade Runner - Träumen Androiden (BR)
- 2002 : Hercules: Das Original-Hörspiel zum Film (Walt Disney Records)
- 2007 : 50 Jahre der Ewigkeit (Oskar Verlag, ISBN 978-3938389263)

## Premios
- 2003 : Premio de la ciudad de Lippstadt por su trabajo como actor de voz